# Kleingerät
Als Kleingerät wird ein Gerät von relativ geringem Neuwert bezeichnet. Dieser Neuwert orientiert sich in der Regel an dem Betrag, bis zu dem die volle steuerliche Abschreibung für „geringwertige Wirtschaftsgüter“ im Jahr der Anschaffung erlaubt ist (410 € netto). Da mit der Unternehmensteuerreform 2008 in Deutschland der Betrag für die Sofortabschreibung auf 150 € gesenkt wird, müssen neue Regeln definiert werden.
Darüber hinaus muss ein Kleingerät leicht, in der Regel von einer Person transportierbar sein.
In der Kalkulation von Bauleistungen werden Kleingeräte, wie zum Beispiel Handkreissägen oder Handbohrmaschinen gewöhnlich mit den Werkzeugen in den Baustellengemeinkosten erfasst. Vergleiche Großgerät und Leistungsgerät